# Nyomáskapcsoló

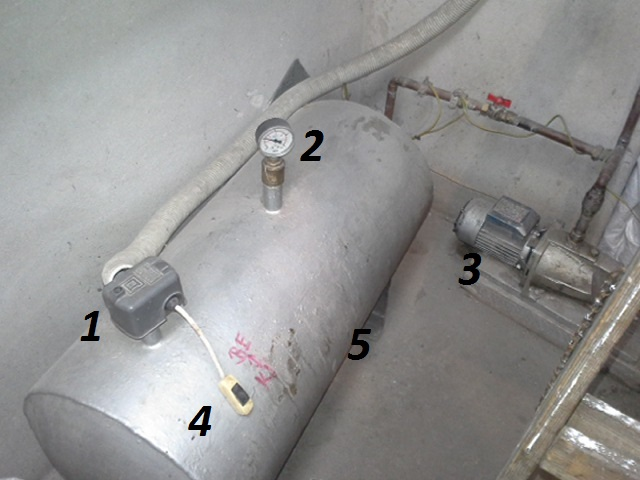
Nyomáskapcsoló által vezérelt házi vízműrendszer: 1. nyomáskapcsoló 2. nyomásmérő 3. szivattyú 4. kapcsoló 5. tartály

A nyomáskapcsoló egyfajta villamos kapcsolóelem, egyszerű vezérlésekhez.
A hagyományos nyomáskapcsolónál a nyomás változása billenti át a kapcsolót. A kapcsolási pontot jellemzően rugóval biztosítják. Az adott kapcsolási érték általában az előfeszítéssel állítható. A kapcsoló pontosságát a mechanikus rész  precizitása adja. 
Összetett rendszerekben inkább nyomás érzékelőket használnak, ami a nyomásváltozással arányos jelet állt elő a villamos vezérlés számára.

## Nyomáskapcsolók

### Pneumatikus
- Példa:

Ha egy légkompresszor tartályában a levegőnyomás eléri a beállított értékek, a kapcsoló érintkezői nyitnak és a kompresszor villanymotorja leáll. Ha a nyomás lecsökken, a kapcsoló érintkezői zárnak és a motor elindul.

### Hidraulikus
- Példa:

Egy házi vízműnél a kívánt víznyomás elérésekor a nyomáskapcsoló érintkező nyitnak, csökkenéskor zárnak; ezáltal vezérelve a szivattyú motorját.

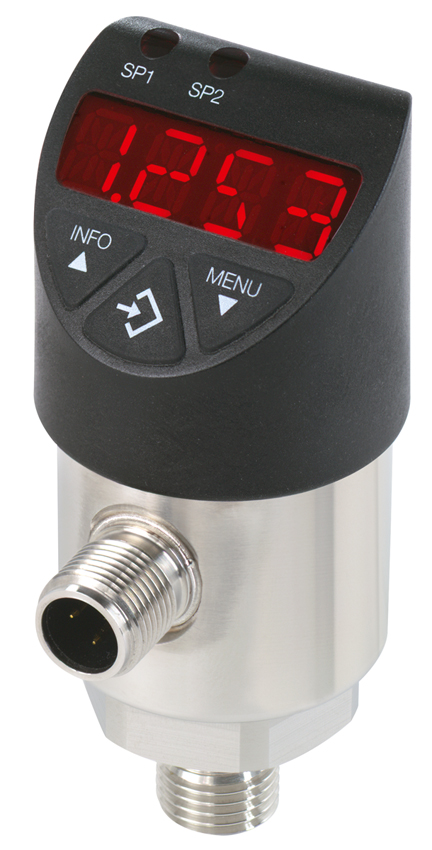
Elektronikus nyomáskapcsoló LED kijelzővel

### Mechanikus
- Lásd még: végálláskapcsoló

- Példa

A nyomáskapcsoló képes érzékelni a rá kifejtett mechanikai erőt; például egy nyomásérzékeny lábtörlő, amit arra használnak, hogy automatikusan megnyissa a kaput a kereskedelmi épületekben.

## Fordítás
- Ez a szócikk részben vagy egészben  a   Pressure_switch című angol Wikipédia-szócikk ezen változatának fordításán alapul.  Az eredeti cikk szerkesztőit annak laptörténete sorolja fel. Ez a jelzés csupán a megfogalmazás eredetét és a szerzői jogokat jelzi, nem szolgál a cikkben szereplő információk forrásmegjelöléseként.